# Close Your Eyes
CYE - Close Your Eyes – singel promujący album 3 Andrzeja Smolika. Wydany w 2006 roku. Piosenkę zaśpiewała Kasia Kurzawska.

## Teledysk
Piosence towarzyszył teledysk, którego reżyserem jest Krzysztof Ostrowski, wokalista Cool Kids of Death. Teledysk stylizowany jest na film Blade Runner. Główną rolę zagrał w nim Andrzej Chyra.

## Notowania
- Lista Przebojów Programu 3: czterokrotnie na pierwszym miejscu (notowania 1305–1308). 21 tygodni na Liście (+ 2 tygodnie w Poczekalni)[1]
- Szczecińska Lista Przebojów: najwyższa pozycja – 3, łącznie 21 tygodni na Liście (notowania 809–829)